# ديانا أنيد
ديانا أنيد (Diana Aniad) عن مواليد 8 أبريل 1976.هي مغنية
أسترالية وكاتبة أغاني مختصة في موسيقى روك بديل.

## روابط خارجية
- ديانا أنيد على موقع IMDb (الإنجليزية)
- ديانا أنيد على موقع ميوزك برينز (الإنجليزية)
- ديانا أنيد على موقع أول ميوزيك (الإنجليزية)
- ديانا أنيد على موقع ديسكوغز (الإنجليزية)